# João Alberto de Meclemburgo-Schwerin
João Alberto de Meclemburgo-Schwerin (João Alberto Ernesto Constantino Frederico Henrique; 8 de dezembro de 1857 — 16 de fevereiro de 1920) foi um membro da Casa de Meclemburgo-Schwerin e regente de dois estados do Império Alemão. Primeiro do Ducado de Meclemburgo-Schwerin entre 1897 e 1901 em nome do seu sobrinho Frederico Francisco IV e depois, entre 1907 e 1913 do Ducado de Brunsvique.

## Nascimento e interesses
João Alberto nasceu em Schwerin, sendo o quinto filho do grão-duque Frederico Francisco II de Meclemburgo-Schwerin e da sua primeira esposa, a princesa Augusta de Reuss-Köstritz. Seguiu uma carreira militar no exercito prussiano e era conhecido pelo seu gosto por desporto. Também se interessava pelo império colonial alemão e foi um dos fundadores da Alldeutscher Verband e tornou-se presidente da Sociedade Colonial Alemã em 1895.

## Regências
Após a morte do seu irmão Frederico Francisco III no dia 10 de Abril de 1897, o duque João Alberto foi nomeado regente em nome do seu sobrinho, o grão-duque Frederico Francisco IV de Meclemburgo-Schwerin após o seu irmão mais velho, o duque Paulo Frederico, ter renunciado aos seus direitos de sucessão. Governou até ao seu sobrinho atingir a maioridade no dia 9 de Abril de 1901, altura em que assumiu controlo pessoal do ducado.
No dia 28 de Maio de 1907, João Alberto foi eleito regente do Ducado de Brunsvique após a morte do príncipe Alberto da Prússia. Após aceitar o convite, chegou a Brunsvique no dia 5 de Junho de 1907. Uma regência era necessária no ducado porque em 1884 quando o duque Guilherme de Brunsvique morreu, o seu primo afastado, Ernesto Augusto, príncipe-herdeiro de Hanôver foi impedido de herdar o trono, uma vez que se tinha recusado a renunciar aos seus direitos de sucessão ao trono de Hanôver que tinha sido anexado pela Prússia em 1866.
Pouco depois de começar a sua regência, o duque João Alberto era visto a passear por Brunsvique, vestido como um civil, e a visitar museus, bibliotecas e outras instituições do ducado onde fazia perguntas para descobrir como eram as condições de vida. Depois de ficar conhecido devido aos seus passeios, o duque criou uma assembleia semanal onde as pessoas podiam ir e fazer-lhe pedidos. João também reduziu as despesas na sua casa, reduzindo o número de empregados e partidários para o mínimo necessário.
A regência chegou ao fim no dia 1 de Novembro de 1913 quando o filho de Ernesto Augusto de Hanôver, o príncipe Ernesto Augusto, teve permissão para ascender ao trono do ducado após o seu casamento com a princesa Vitória Luísa da Prússia, a única filha do kaiser Guilherme II da Alemanha que ajudou a resolver a zanga entre as casas de Hanôver e Hohenzollern.

## Anos de guerra
João Alberto permaneceu ativo na Sociedade Colonial Alemã durante a Primeira Guerra Mundial, defendendo a ideia de que estas deveriam ser defendidas e não abandonadas como era sugerido. No dia 2 de Setembro de 1917 foi nomeado presidente honorário do partido da pátria que era pró-guerra.

## Casamentos
João Alberto casou-se duas vezes, primeiro em Weimar, no dia 6 de Novembro de 1886, com a princesa Isabel Sibila de Saxe-Weimar-Eisenach, filha do grão-duque Carlos Alexandre de Saxe-Weimar-Eisenach. Depois casou-se no dia 15 de Dezembro de 1909 com a princesa Isabel de Stolberg-Rossla que viria a casar-se, após a sua morte, com o seu meio-irmão, o duque Adolfo Frederico, em 1924. Não teve filhos de nenhum dos casamentos.